# Cyrnellus rianus
Cyrnellus rianus is een schietmot uit de familie Polycentropodidae. De soort komt voor in het Neotropisch gebied.